# Бобрик (приток Оки)
Бобрик — река в России, протекает по Калужской и Тульской областям, левый приток Оки. Исток реки находится в 1 км северо-восточнее деревни Аннино Калужской области, течёт в начале на юго-восток, затем — на северо-восток, по территории Тульской области, впадает в 1262 км по левому берегу Оки, южнее деревни Малое Самолково Белёвского района, на отметке высоты 130 м. Длина реки составляет 21 км, площадь водосборного бассейна — 112 км².

## Данные водного реестра
По данным государственного водного реестра России относится к Окскому бассейновому округу, водохозяйственный участок реки — Ока от города Орёл до города Белёв, речной подбассейн реки — бассейны притоков Оки до впадения Мокши. Речной бассейн реки — Ока.
Код объекта в государственном водном реестре — 09010100212110000018735.